# 2-га хокейна ліга Словацької республіки
2-а хокейна ліга Словацької республіки (словац. 2. hokejová liga SR) — третій за значимостю дивізіон чемпіонату Словаччини з хокею із шайбою, організована Словацькою федерацією хокею (Slovenský zväz Ľadového hokeja (SZĽH)) й вважається аматорською-регіональною лігою.

## Структура
Розіграш чемпіонату «2-ї хокейної ліги Словацької республіки» проводиться в два етапи. На першому етапі команди розділені на три зони (географічно «захід», «центр» та «схід») й грають в своїх зонах одна з одною в 4 кола (дві гри домашні й дві виїзні). Здобуті очки присуджуються таким чином: за перемогу в основний час гри — команда отримує три очки, перемога в овер-таймі (додатковий час) — 2 очка, поразка — 0 балів. Команда що посіли перші два місця в групі проводять стикові ігри з такими ж командами інших груп й І таким чином визначають переможця регулярного чемпіонату «2-ї хокейної ліги Словацької республіки» (2 hokejová liga SR) за право переходу до 1-ї хокейної ліги Словацької республіки.
Загалом регламент змагань в «2-й лізі» не є постійним й доволі частозмінюється по сезонах. Це стосується як учасників змагань, розподілу їх по групам та й сама кількість груп часто видозмінюється. Теж саме й стосується їх переходу до вищого класу — це відбувалося напряму, й шляхом перехідних ігор й переходами як однієї команди, так й двох (бували окремі роки-сезони коли команда аутсайдер напряму вибувала з ліги а інша брала участь в перехідних іграх). Саме всі ці моменти й визначаються Словацькою федерацією хокею перед початком сезону.